# Exitianus attenuatus
Exitianus attenuatus är en insektsart som beskrevs av Ross 1968. Exitianus attenuatus ingår i släktet Exitianus och familjen dvärgstritar. Inga underarter finns listade i Catalogue of Life.